# Spectrum-hegység
A Spectrum-hegység (angolul Spectrum Range) hegylánc Kanadában, Brit Columbia tartományában, Stikine-régióban. A Tahltan-magasföld része. A Mount Edziza Provincial Park nevű nemzeti park része. A hegylánc a tőle nyugatra fekvő hegységeknél kevésbé eljegesedett.

## Geológia
A Spectrum-hegység (a Rainbow-hegységhez hasonlóan) a változatos színű hidrotermális ásványkiválásokról kapta a nevét. A Spectrum Range egyike a Mount Edziza Plató vulkanikus komplexumát alkotó négy rétegvulkánnak. A lávakúp egy bazaltból álló pajzsvulkánra települt. A hegység a pliocén korban képződött, délnyugati részén pleisztocén kori, jég alatt kialakult vulkáni kúpok, észak- és délnyugati oldalán holocén piroklasztkúpok és lávafolyások találhatók. A hegység legfiatalabb része valószínűleg a The Ash Pit.

## Vulkáni csúcsok
- Nahta Cone
- The Ash Pit
- Mess Lake
- Outcast Hill
- Thaw Hill
- Source Hill
- Tadekho Hill
- Wetalth Ridge
- Exile Hill
- Spectrum Dome
- Little Iskut
- Yeda Peak

## Fordítás
Ez a szócikk részben vagy egészben  a   Spectrum Range című angol Wikipédia-szócikk ezen változatának fordításán alapul.  Az eredeti cikk szerkesztőit annak laptörténete sorolja fel. Ez a jelzés csupán a megfogalmazás eredetét és a szerzői jogokat jelzi, nem szolgál a cikkben szereplő információk forrásmegjelöléseként.